# Stazione di Shin-Kodaira
La stazione di Shin-Kodaira (新小平駅?, Shin-Kodaira-eki) è una stazione ferroviaria situata della città di Kodaira, città conurbata con Tokyo, ed è servita dalla linea Musashino della JR East.

## Servizi ferroviari
East Japan Railway Company
■ Linea Musashino

## Struttura
La stazione è dotata di due marciapiedi laterali serventi due binari in un breve tratto all'aperto, essendo la stazione inserita fra due lunghi tunnel. 
| 1 | ■ Linea Musashino | per Nishi-Kokubunji e Fuchū-Hommachi              |
| 2 | ■ Linea Musashino | per Musashi-Urawa, Shin-Matsudo e Nishi-Funabashi |

## Stazioni adiacenti
| «               | Servizio        | »               |
| Linea Musashino | Linea Musashino | Linea Musashino |
| --------------- | --------------- | --------------- |
| Nishi-Kokubunji | Locale          | Shin-Akitsu     |